# Geobiont
Geobionții sunt acele organisme, ce fac parte din biogeocenoză, care trăiesc permanent în mediul subteran, unde se desfășoară întregul lor ciclu de viață. Cârtița este un geobiont.